# Zdravé stromy pro zítřek
Zdravé stromy pro zítřek je označení společného projektu Nadace Partnerství a Společnosti pro zahradní a krajinářskou tvorbu, o. s. Cílem je podpora odborného ošetřování starých vzrostlých stromů a informování veřejnosti o významu této činnosti.

## Cíl a pravidla projektu
Projekt funguje v rámci ročníků. V první fázi žadatelé o ošetření stromu předloží návrh. Žadatelem se rozumí obce, školy, občanská sdružení, obecně prospěšné společnosti, příspěvkové organizace, církevní právnické osoby, sdružení nebo spolky obcí. Fyzická osoba může o šetření požádat jedině prostřednictvím jmenovaných organizací.
Po uzávěrce provede odborná komise vyhodnocení. Hlavní kritérii jsou historie stromu, rozměry a význam pro místní obyvatele, dále stav stromu a nutnost zásahu. Zohledněna je i kvalita zpracování žádosti včetně příloh a v neposlední řadě také předpokládaný způsob, jakým bude ošetření stromu dále prezentováno (například spolupráce s médii, zahrnutí do výuky a podobně).
V rámci každého ročníku bývá vybrání více než 10 stromů, které dostanou poukaz na bezplatné ošetření arboristou s certifikátem European Tree Worker, který jako jediný v České republice poskytuje záruku, že arborista prošel komplexní zkouškou, která prokazuje náležitou úroveň jeho odborných znalostí.
Žadatel je povinen zajistit úklid (především větví) po ošetření a uhradit materiál použitý k ošetření (např. vazba, nátěry). V případě, že se jedná o památný strom (ve smyslu zákona o ochraně přírody), musí žadatel zajistit souhlas orgánu ochrany přírody s jeho ošetřením.

## Udělené granty

### Stromy ošetřené v roce 2009 (1. ročník)
| strom                    | místo                 | okres              | poznámka                              |
| ------------------------ | --------------------- | ------------------ | ------------------------------------- |
| Borovanský dub           | Borovany              | Písek              | -                                     |
| Jilm na Zlaté stezce     | Prachatice            | Prachatice         | Strom hrdina 2005                     |
| Dub v Divákách           | Diváky                | Břeclav            | neošetřen vzhledem ke stavu           |
| Šitbořická lípa          | Šitbořice             | Hodonín            | památný strom                         |
| Husova lípa              | Nové Město nad Metují | Náchod             | památný strom                         |
| Dub u kaple              | Zásada                | Jablonec nad Nisou | památný strom                         |
| Bořejovská lípa          | Ždírec                | Česká Lípa         | -                                     |
| Lípa u zámku v Hranicích | Hranice               | Přerov             | -                                     |
| Stříbrná lípa            | Říčany                | Praha-východ       | -                                     |
| Lípa Svobody             | Sudoměř               | Mladá Boleslav     | vys. 24. května 1919, Lípa Komenského |
| Dub v bažantnici         | Zásmuky               | Kolín              | -                                     |
| Lípa u Horova mlýna      | Velvary               | Kladno             | památný strom                         |
| Petrovická lípa          | Petrovice             | Rakovník           | -                                     |
| Panenská lípa            | Panenské Břežany      | Praha-východ       | -                                     |
| Vchynický kaštan         | Vchynice              | Litoměřice         | -                                     |
| Lípa u sv. Petra a Pavla | Ledeč nad Sázavou     | Havlíčkův Brod     | -                                     |
| Zvěrkovický jasan        | Zvěrkovice            | Třebíč             | -                                     |
| Ostrožská lípa           | Uherský Ostroh        | Uherské Hradiště   | -                                     |
| Sušická lipka            | Traplice              | Uherské Hradiště   | -                                     |
| Lipa na dědině           | Kudlovice             | Uherské Hradiště   | -                                     |

### Stromy ošetřené v roce 2010 (2. ročník)

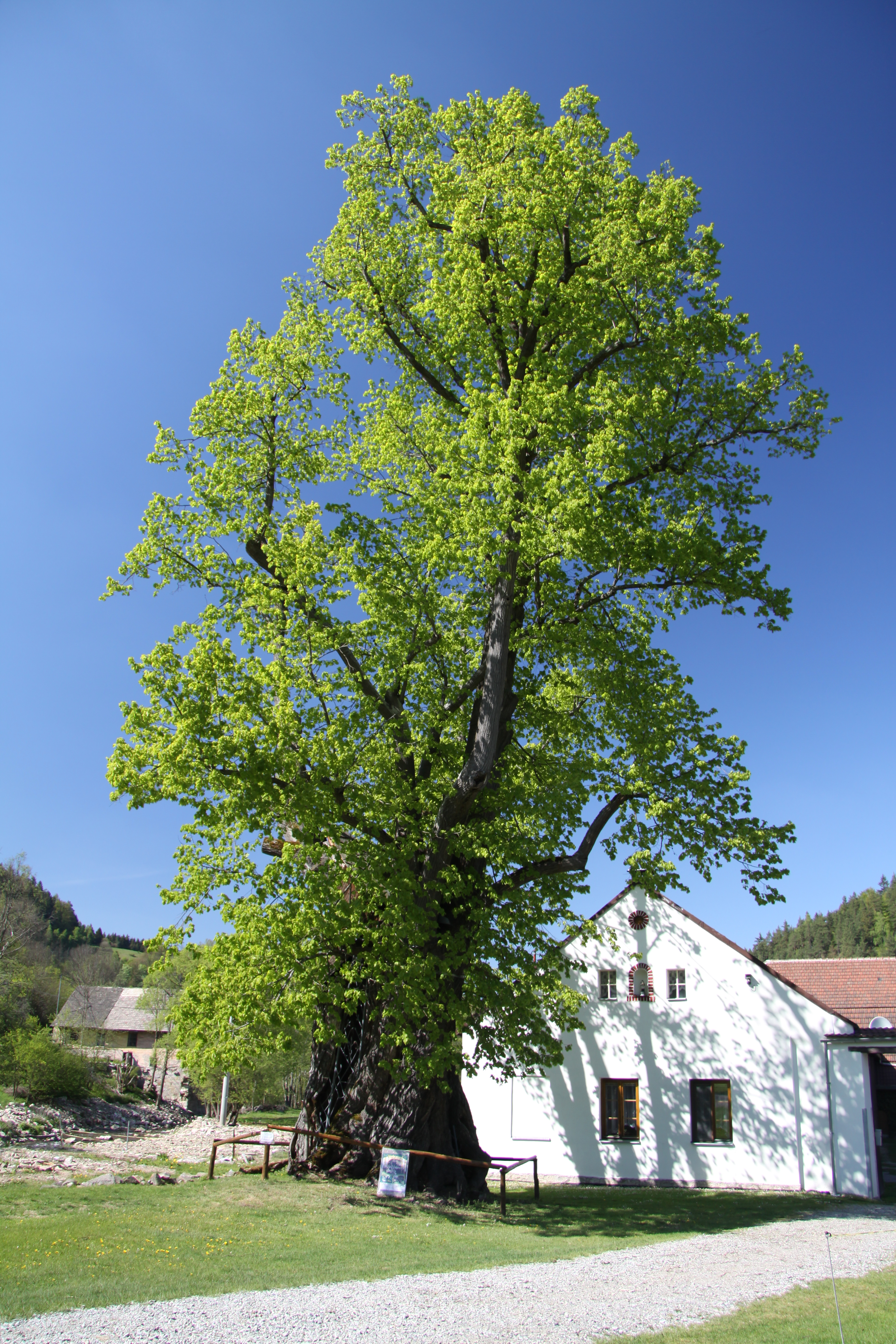
Sudslavická lípa po ošetření roku 2011

| strom                         | místo                  | okres               | poznámka          |
| ----------------------------- | ---------------------- | ------------------- | ----------------- |
| František a Alžběta           | Tábor                  | Tábor               | -                 |
| Sudslavická lípa              | Vimperk                | Prachatice          | památný strom     |
| Letonická lípa                | Traplice               | Vyškov              | -                 |
| Hartmanova lípa               | Bystré                 | Rychnov nad Kněžnou | -                 |
| Karlovický jasan              | Karlovice              | Bruntál             | -                 |
| Lípa u Domova                 | Žampach                | Ústí nad Orlicí     | -                 |
| Dub u Postřižína              | Postřižín              | Praha-východ        | památný strom     |
| Teslínský buk                 | Rožmitál pod Třemšínem | Příbram             | památný strom     |
| Dub v Masarykově háji         | Úvaly                  | Praha-východ        | -                 |
| Mléč v bažantnici             | Zásmuky                | Kolín               | -                 |
| Lípa u sv. Václava a Klimenta | Brandýs nad Labem      | Praha-východ        | -                 |
| Lípa Vítězslava Hálka         | Odolena Voda           | Praha-východ        | -                 |
| Platan u radnice              | Ryjice                 | Ústí nad Labem      | -                 |
| Školní lípa                   | Vchynice               | Litoměřice          | -                 |
| Dub u Billy                   | Havlíčkův Brod         | Havlíčkův Brod      | -                 |
| Lípa Mladé Bříště             | Mladé Bříště           | Pelhřimov           | Strom hrdina 2010 |
| Školní kaštan                 | Velký Ořechov          | Zlín                | -                 |
| Valdštejnův dub               | Lukov                  | Zlín                | památný strom     |

### Stromy ošetřené v roce 2012 (3. ročník)
| strom                    | místo                  | okres            | poznámka      |
| ------------------------ | ---------------------- | ---------------- | ------------- |
| Brněnský škumpovník      | Brno                   | Brno             | -             |
| Libějovická lípa         | Libějovice             | Strakonice       | -             |
| Svatováclavská lípa      | Stěžery                | Hradec Králové   | Hřibsko       |
| Maršovská lípa           | Horní Maršov           | Trutnov          | -             |
| Lípa velkolistá u Domova | Bystré                 | Svitavy          | -             |
| Bezděkovský dub          | Bezděkov               | Pardubice        | -             |
| Dub v parku u nádraží    | Horní Počernice        | Praha            | -             |
| Dub sv. Martina          | Vrchotovy Janovice     | Benešov          | -             |
| Bořetická lípa           | Bořetice               | Kolín            | památný strom |
| Čelákovická lípa         | Čelákovice             | Praha-východ     | -             |
| Břežanská lípa           | Panenské Břežany       | Praha-východ     | -             |
| Lípa Johanky z Rožmitálu | Rožmitál pod Třemšínem | Příbram          | -             |
| Dub pod poštou           | Nové Strašecí          | Rakovník         | -             |
| Dub v aleji              | Louny                  | Louny            | památný strom |
| Lípa u školy             | Oudoleň                | Havlíčkův Brod   | -             |
| Dub u sv. Anny           | Pelhřimov              | Pelhřimov        | -             |
| Hruška v Horním poli     | Slavkov                | Uherské Hradiště | -             |
| Kobzova lípa             | Francova Lhota         | Vsetín           | památný strom |